# Robert Palmer (sångare)
Robert Allen Palmer, född 19 januari 1949 i Batley i Kirklees i West Yorkshire, död 26 september 2003 i Paris, var en brittisk sångare och låtskrivare. Palmer är känd för sin förmåga att blanda olika musikstilar; som soul, funk, jazz, rock, pop, reggae och blues.

## Biografi
Robert Palmer var son till en militär som var stationerad på Malta. Palmer och hans familj flyttade till Yorkshire i England 1959. Han influerades som barn av den blues-, soul- och jazzmusik som spelades av arméradion, och gick med i sitt första band, Mandrake Paddle Steamer, då han var 15 år och fortfarande gick i skolan. Palmers stora chans dök upp då bandet The Alan Bown Set blev av med sin sångare, Jess Roden, och behövde en ny. De bjöd Palmer till London för att sjunga på sin singel "Gipsy Girl". Den tidigare sångaren Roden hade innan han slutade sjungit in alla sånger förutom denna till bandets kommande album, The Alan Bown, men efter Palmers lyckade insjungning av Gipsy Girl spelade man in alla låtarna på nytt, med honom istället. Albumet gavs efter detta ut i två versioner, i USA med Roden som sångare och i resten av världen med Palmer.
1970 gick Palmer med i tolvmannabandet Dada, med bl.a. sångerskan Elkie Brooks. Bandet höll bara i ett år, då bildade Palmer och Brooks bandet Vinegar Joe, ett kritikerrosat men kommersiellt misslyckat band. De släppte tre album på skivbolaget Island Records: Vinegar Joe (1972), Rock 'n Roll Gypsies (1972) och Six Star General (1973).
Eftersom Island Records gillade Palmers utstrålning och ungdomliga utseende erbjöd de honom istället ett solokontrakt. Hans första soloalbum blev Sneakin' Sally Through the Alley, inspelat i New Orleans i Louisiana (USA) 1974, kraftigt influerat av Little Feat och The Meters, vilka var kompband på albumet. Den första singeln som släpptes var "Sailin' Shoes", en Little Feat-cover. Albumet blev ingen större framgång i Storbritannien, men kom upp på topp 100 i USA.
Palmer flyttade från London till New York tillsammans med sin fru, där släppte han 1976 albumet Pressure Drop, där Motown-basisten James Jamerson medverkade. På detta kan man tydligt märka Palmers intresse för reggae och rockmusik. Pressure Drop uppmärksammades mest för sitt omslag; en naken kvinna på en balkong, ingen av låtarna blev någon kommersiell framgång. Då även uppföljaren, Some People Can Do What They Like, floppade flyttade Palmer till Bahamas. 1978 släppte han ett album betitlat Double Fun, en samling med karibisk-influerad rock, det nådde topp 50 på den amerikanska tidningen Billboards lista, en av låtarna, "Every Kinda People", nådde till och med topp 20.
Nästa album, Secrets, gav Palmer en ny topp 20-placering med låten "Bad Case of Loving You (Doctor, Doctor)". 1980-talet blev hans mest framgångsrika decennium, då släppte han till att börja med albumet Clues som innehöll två låtar som blev hits både i Europa och USA; "Johnny and Mary" och "Looking for Clues". Hans framgångar fortsatte då han 1982 gav ut EP:n Some Guys Have All the Luck.
1985 bildade Palmer tillsammans med batteristen Tony Thompson, gitarristen Andy Taylor och basisten John Taylor, de båda sistnämnda från gruppen Duran Duran, gruppen Power Station. Bandets första, självbetitlade album nådde topp 20 i både USA och Storbritannien, även singlarna "Some Like It Hot" och T. Rex-covern "Get It On" blev stora framgångar. Bandet framträdde live vid endast ett tillfälle under 1985; i Saturday Night Live. De skulle ut på turné då Palmer backade ur i sista sekunden, han ville hellre återvända till studion och sin solokarriär.
Palmer spelade 1986 in albumet Riptide, med hitsinglarna "Addicted To Love, Hyperactive och "I Didn't Mean to Turn You On". Till "Addicted To Love" producerades en mycket uppmärksammad musikvideo, innehållande Palmer som sjöng bland hårdsminkade kvinnor med olika musikinstrument. Han tilldelades år 1987 en Grammy för bästa manliga rockvokalist för "Addicted To Love".
1987 flyttade Palmer till Lugano i Schweiz där han byggde en egen inspelningsstudio. I och med albumet Heavy Nova 1988 började han återigen experimentera med olika genres, denna gång med bossa nova-rytmer, hårdrock och soulballader. På detta album fanns hiten "Simply Irresistible", till vilken man producerade en video i samma stil som den till "Addicted To Love". Även låten "She Makes My Day" blev en hit. 1989 fick Palmer åter en Grammy för bästa manliga rockvokalist, denna gång för "Simply Irresistible". Tidningen Rolling Stone utsåg honom till bäst klädda rockstjärna 1990.
På hans nästa album, Don't Explain, utgivet 1990, samarbetade han med UB40. På detta utmärkte sig singlarna "I'll Be Your Baby Tonight" och "Mercy Mercy Me". Under 1990-talet fortsatte Palmer experimentera med olika musikstilar, albumet Ridin' High var en hyllning till Tin Pan Alley, en New York-baserad grupp av kompositörer och musikpublicister som dominerade populärmusiken i USA under det sena 1800- och tidiga 1900-talet.
1995 förenades Palmer med några andra medlemmar från Power Station, för att spela in deras andra album. Basisten John Taylor som var tänkt att medverka drog sig dock ur projektet av personliga skäl, istället tog man in Bernard Edwards, medlem i gruppen Chic. Power Station hade precis släppt albumet Living In Fear 1996 då Edwards dog i lunginflammation.
Under de kommande åren blev det flera turnéer och samlingsalbum för Palmer, det första nyskrivna materialet kom 1999 på albumet Rythm and Blues.
Robert Palmer sista album blev Drive, som kom ut 2003. Palmer dog av en hjärtinfarkt i Paris i Frankrike, vid en ålder av 54, den 26 september 2003. Han ligger begravd på kyrkogården i Lugano, hans hemstad under de sista 15 åren av sitt liv.

## Diskografi

### Soloalbum
- Sneakin' Sally Through the Alley (1974)
- Pressure Drop (1975)
- Some People Can Do What They Like (1976)
- Double Fun (1978)
- Clues (1980)
- Maybe It's Live (1982) (live/studio)
- Pride (1983)
- Riptide (1985)
- Sweet Lies (1987) (singel)
- Heavy Nova (1988)
- Addictions Volume I (1989) (samling)
- Don't Explain (1990)
- Addictions Volume II (1992) (samling)
- Ridin' High (1992)
- Honey (1994)
- Very Best Of Robert Palmer (1997) (samling)
- Woke Up Laughing (1998) (samling)
- Rhythm & Blues (1999)
- Best Of Both Worlds: The Robert Palmer Anthology (1974-2001) (2002) (samling)
- TV Dinners (2003)
- Drive (2003)

### Album av Power Station
- Power Station (1985)
- Living in Fear (1997)